# 板東站

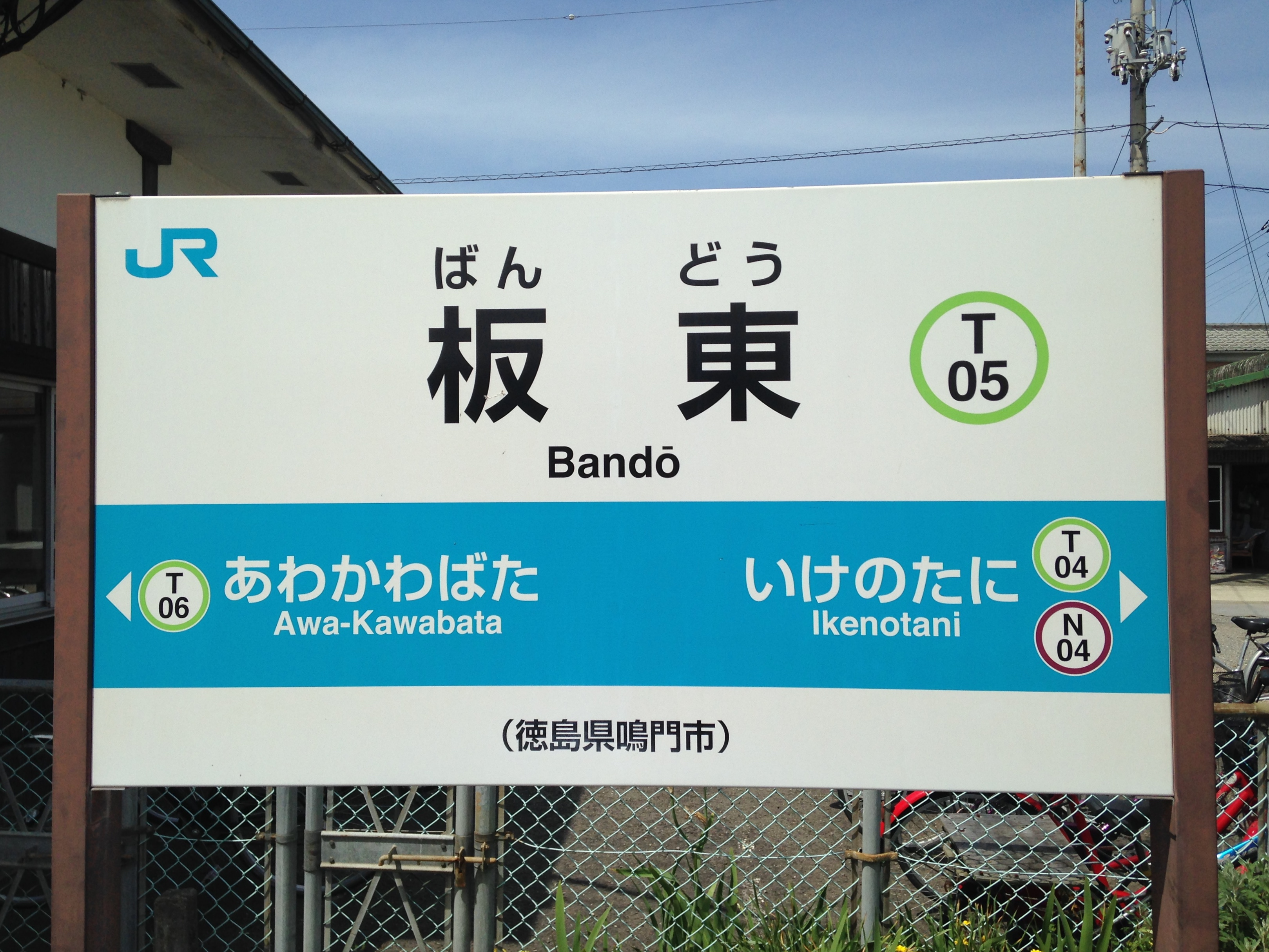
站名板

板東站（日语：／ Bandō eki */?）是一位於日本德島縣鳴門市大麻町板東辻見堂 ，隸屬於四國旅客鐵道（JR四國）的鐵路車站。車站編號為T05，一般只停靠普通列車，但每年1月1日至3日，因應當地「大麻比古神社」參拜人數眾多，部份特急「渦潮」會臨時停站。
另外，本站亦是前往四國八十八箇所的起點：第一站靈山寺的下車站。因此使用本站的大都是準備進行朝聖、修行的日本佛教真言宗信徒。

## 車站結構
設有經翻新的木製單層站舍一座，由於本站很早就無人化，裝修後站務室的窗口已經封閉，變為一般儲物室；而候車室則比一般車站多放置座位，讓更多乘車的信眾使用。，並設有簡易自動售票機。改札口亦較一般車站為闊。
設有側式月台2個，為不對稱模式，其中離站舍較遠的2號月台需利用行人天橋連接。有效長度皆為5輛。當中1號月台為待避線，避車時會駛入；2號月台為主軌道，供列車通過或側線已被佔用時所使用。月台大部份為露天地方，2號月台只在樓梯口旁設有細小的有蓋候車亭，而1號月台則只靠站舍上的簷蓬作為有蓋候車間。兩邊月台上的站牌，均裝有大麻比古神社的鳥居模型作裝飾。
1號月台向池谷站末端現則保存以往貨物列車停靠時的月台及軌跡。路軌及轉轍器現時已撤去。原本的路軌位置變成了後增設的行人天橋支撐柱。但由車站開出時，卻另外設有轉器連接至緊急停車用的側軌。

### 月台配置
| 月台 | 路線    | 方向 | 目的地               |
| ---- | ------- | ---- | -------------------- |
| 1、2 | ■高德線 | 下行 | 德島、阿南、牟岐方向 |
| 1、2 | ■高德線 | 上行 | 板野、高松方向       |

## 歷史
- 1923年2月15日：隨阿波鐵道「鍛冶屋原線」開通而開業。中途站。
- 1933年7月1日：阿波鐵道國有化，成為日本國有鐵道下的車站[6]。
- 1935年3月20日：因應高德線全通．本站改歸高德線車站。
- 1961年2月：貨運服務停止。
- 1987年4月1日：日本國鐵分割民營化，車站的營運由JR四國繼承。

## 歷年乘客人數
- 252人（1995年度）
- 248人（1996年度）
- 243人（1997年度）
- 234人（1998年度）
- 226人（1999年度）
- 219人（2000年度）
- 217人（2001年度）
- 204人（2002年度）
- 202人（2003年度）
- 182人（2004年度）
- 180人（2005年度）
- 188人（2006年度）
- 199人（2007年度）
- 192人（2008年度）
- 192人（2009年度）
- 181人（2010年度）

## 相鄰車站
四國旅客鐵道（JR四國）
■高德線
阿波川端（T06）－板東（T05） －池谷（T04）

## 外部連結
- JR四國：2013年臨時特急「渦潮」停靠新聞稿。（日文）